# FaceGen
FaceGen est un logiciel de modélisation tridimensionnelle qui permet la création de visages. Il est généralement employé dans les arts visuels, notamment dans la création de films d'animation et jeux vidéo.

## Description
FaceGen est un logiciel de modélisation tridimensionnelle qui permet la création de visages. Il est généralement employé dans les arts visuels, notamment dans la création de films d'animation, mais aussi dans les jeux vidéo en complément d'autres outils, comme Autodesk 3ds Max. Il est par exemple intégré au moteur de jeu HeroEngine, utilisé notamment pour développer Star Wars: The Old Republic (2011).
Un panel d'options permet de régler de nombreuses variables, d'options de base telles que le genre, l'ethnie, l'âge ou le réalisme du portrait escompté, jusqu'au phénotype, en passant par l'épaisseur des lèvres ou la concavité des joues. Une fois le visage obtenu, le logiciel permet de l'exporter dans des formats compatibles avec la plupart des logiciels 3D.
FaceGen apparaît comme l'un des outils de modélisation faciale réaliste les plus populaires.

## Historique
La première version du produit est commercialisée en juillet 2001 par l'entreprise Digimation, qui annonce que FaceGen fonctionne à partir de mesures précises de l'anatomie humaine, et peut modéliser aussi bien des visages au réalisme crédible que des caricatures ou des créatures. Il est alors proposé en annexe au logiciel Autodesk 3ds Max pour la somme de 195 dollars américains. En 2003, une critique d'une version plus récente de FaceGen mentionne qu'il est désormais vendu pour 495 dollars américains.
En 2003, le logiciel reçoit en même que Maya et ZBrush le prix Front Line Award du meilleur outil artistique de jeux vidéo, remis par le magazine industriel Game Developer.